# 物質設計
物質設計(ぶっしつせっけい, Material design)：実験、理論などの様々な経験的、非経験的手法を用いて、未知（或いは新奇）の物質を設計すること。
　物質設計の手段として、コンビナトリアルケミストリー（コンビナトリアル化学）手法などが注目されており、長年物質の設計を目指して、有機、無機、金属材料などの物質設計者が発見から設計への移行を目指してその探索手法を高度化させてきた。そのベースは、20世紀に確立された量子力学を基盤とする手法と、これもまた画期的であった熱力学を基盤とする手法から様々と発展してきた。たとえば、金属工学の分野では近年自己潤滑性が発現することが脚光を浴びていたり、有機化学の分野では、分子レベルの視点が重要でその分子は、数個～数十個レベルであったので量子計算が次々と成功した。しかしたとえば金属のような結晶性物質の場合その特性は、原子の数が天文学的量になるため統計量を用いる熱力学的なアプローチにより解決する方向が主流である。しかしながら熱力学的等方性近似が破綻する遷移金属化合物や強相関相互作用系結晶の場合などは量子的解析な方向性が強く求められ、そこに様々な魅力的材料物性発現の報告例がみうけられる場合が多い。
　金属の場合、物質設計は材料設計ということが多くこれは、合金設計とプロセス設計の二つを包括する概念である。合金設計の中は大別すると成分設計と材料(予測)評価に分けられる。